# Cezary Skubiszewski
Cezary Skubiszewski (* 1949 in Warschau, Polen) ist ein polnisch-australischer Komponist.

## Leben
Cezary Skubiszewski erlernte im Alter von sechs Jahren das Klavierspiel. Er spielte bereits im Alter von zwölf Jahren vor Publikum und verließ 1974 Polen Richtung Australien. Dort vernachlässigte er später seine Musik und studierte Veterinärmedizin an der Universität Melbourne. Obwohl er bereits während des Studiums am University of Melbourne's Newman College Piano spielte, war es der Tod seines Vaters, der dazu führte, dass er sich komplett auf die Musik einließ und sich entschied, Komponist zu werden.
Skubiszewski ist Vater der australischen Schauspielerin Viva Bianca.

## Filmografie (Auswahl)
- 1998: Hurrah
- 1998: The Sound of One Hand Clapping
- 2000: Wog Boy – Der größte Zorbas von Down Under (The Wog Boy)
- 2001: Die schöne Spanierin (La spagnola)
- 2002: Black and White
- 2003: Placid Lake – Der ganz normale Wahnsinn (The Rage in Placid Lake)
- 2007: Tödliche Magie (Death Defying Acts)
- 2010: Helden von Hill 60 (Beneath Hill 60)
- 2011: Red Dog
- 2012: The Sapphires
- 2015: Oddball – Retter der Pinguine (Oddball)
- 2020: Mosquito State